# Gütermarktgleichgewicht
Das Gütermarktgleichgewicht (oder Outputmarktgleichgewicht; englisch equilibrium in the goods market) liegt in der Volkswirtschaftslehre vor, wenn auf dem Gütermarkt ein Marktgleichgewicht dergestalt vorhanden ist, dass geplantes Güterangebot und geplante Güternachfrage bzw. geplantes Sparen und geplante Investitionen in einer Rechnungsperiode übereinstimmen.

## Einordnung des Modells
Das Gütermarktgleichgewicht ist neben dem Geldmarktgleichgewicht und dem Arbeitsmarktgleichgewicht ein makroökonomisches Marktgleichgewicht, auf dem sich Angebot und Nachfrage beziehungsweise Ersparnisse und Investitionen ex post entsprechen. Das Gleichgewicht zwischen dem gesamtwirtschaftlichen Güterangebot und der gesamtwirtschaftlichen Güternachfrage bildet den Brennpunkt des realwirtschaftlichen Sektors. Von besonderer Bedeutung sind hierbei die Verknüpfungen zwischen Angebot und Nachfrage. In der makroökonomischen Theorie stehen sich hier zwei rivalisierende Ansätze, der klassische und der Keynesianische Ansatz, gegenüber. 

### Klassischer Ansatz
Der Klassische Ansatz beruht auf dem Theorem nach Jean-Baptiste Say, wonach sich jedes Angebot seine Nachfrage selbst schafft. Die Idee basiert auf Erfahrungen aus der Tauschwirtschaft, die im 18. und 19. Jahrhundert aufgrund der großen Massenarmut einerseits und der geringen Güterproduktion in einer Zeit, in der die Industrialisierung erst begann, andererseits in begrenztem Umfang wiederauflebte. In einer totalen Tauschwirtschaft tauscht jeder seine Überproduktion gegen andere Güter. Folglich kann es keine Überproduktion geben, da immer ausreichend Nachfrage für alle Produkte besteht. Nach Ansicht der Klassiker bestimmt die Beschäftigung die Produktion. Diese wiederum schafft das Angebot, das die Höhe des Volkseinkommens bildet. Das Volkseinkommen gilt als Voraussetzung jeglicher Nachfrage.
Dieser Ansatz beinhaltet jedoch folgende Prämissen:
- Schulden und Geldvermögen kommen im Modell nicht vor; aus der Prämisse, dass das geplante Sparen von Geld stets der gewünschten Kreditaufnahme entspricht, ergibt sich ein Zirkelschluss auf das Gleichgewicht.
- Sparen und Investieren müssen sich innerhalb einer Periode entsprechen, denn ein im Vergleich zu den Investitionen höherer Sparanteil würde einen Verlust für den Konsum bedeuten.
- Die Gesamtwirtschaft wird betrachtet, da das Modell nur über alle Gütergruppen hinweg funktioniert und nicht auf die mikroökonomische Ebene eines Unternehmens übertragbar ist.
- Sämtliche Preise sowohl auf den Faktor- (Faktorpreise) als auch auf den Gütermärkten (Güterpreise) passen sich an, wodurch der Preismechanismus garantiert ist.
- Es handelt sich um eine langfristige Betrachtung, da Angebot und Nachfrage in der kurzen Frist auch hier auseinanderfallen können.[3]

### Keynesianischer Ansatz
Anlass für die Theorie nach John Maynard Keynes war die 1929 begonnene Weltwirtschaftskrise. Unternehmen mussten schließen, weil sie ihre Produkte nicht mehr verkaufen konnten. Diese Entwicklung widersprach dem Sayschen Theorem und forderte eine neue Erklärung. Keynes erkannte, dass die reale Ersparnis der Privathaushalte durch die Nettoinvestition bestimmt wird ({\displaystyle I=S}). Wollen die privaten Haushalte ihre Ersparnis erhöhen, so kommt es durch das Sparparadoxon nicht zu einer höheren Ersparnis, sondern zu sinkenden Einkommen. Umgekehrt führt der Versuch der privaten Haushalte, ihre Ersparnis zu senken, nicht zu einer niedrigeren Ersparnis, sondern zu höheren Einkommen. Aus der Sparquote lässt sich der Multiplikator berechnen, der für die von der Nettoinvestition, dem Staatsdefizit und dem Saldo des Außenhandels ermöglichte Ersparnis der privaten Haushalte das entsprechende Einkommen ergibt. Höhere Investitionen oder ein zusätzliches Staatsdefizit oder ein Exportüberschuss (Verschuldung des Auslands) ermöglichen entsprechend der Sparquote einen Anstieg der Einkommen der Haushalte.
Jedoch wird auch diese Theorie in ihrer Anwendung durch Prämissen eingeschränkt:
- Bei höheren Einkommen wird mehr gespart. Daher ist das Einkommen durch die makroökonomisch und saldenmechanisch mögliche Ersparnis beschränkt. Die Produktionsfunktion gilt nicht.
- Es gilt das Sparparadoxon: Die Haushalte haben insgesamt keinen Einfluss auf die Höhe ihrer Ersparnis. Eine Änderung der Sparneigung führt zu entsprechend steigenden oder sinkenden Einkommen.
- Nachfragerückgang führt zu Arbeitslosigkeit und Rezession.
- Es wird ausschließlich die kurze Frist betrachtet.[4]

## Das Modell des Gütermarktgleichgewichtes
Die Grundannahme dieses Modells ist folgende Gleichgewichtsbedingung:
Gesamtwirtschaftliches Güterangebot ({\displaystyle Y}) = Gesamtwirtschaftliche Güternachfrage ({\displaystyle Z}) oder
{\displaystyle Y=Z}.
Zu beachten ist hierbei folgende Annahme: Angebot = Produktion = Einkommen = {\displaystyle Y}.

### Güternachfrage
Die Güternachfrage {\displaystyle Z} wird im betrachteten Modell durch folgende Definition beschrieben: 
{\displaystyle Z\equiv C+I+G+X-IM}.
Gemäß dieser Definition ist die Güternachfrage {\displaystyle Z} die Summe aus der Konsumnachfrage {\displaystyle C}, der Investitionsgüternachfrage {\displaystyle I}, der Staatsnachfrage {\displaystyle G} und der Exportnachfrage {\displaystyle X} abzüglich der Importnachfrage {\displaystyle IM}.
Die Konsumnachfrage als endogene Variable hängt im Wesentlichen vom verfügbaren Einkommen {\displaystyle Y_{D}} ab und kann daher als Funktion dessen verstanden werden. {\displaystyle Y_{D}} wird definiert als Differenz zwischen dem Einkommen {\displaystyle Y} und den Steuern {\displaystyle T} abzüglich erhaltener Transferleistungen.{\displaystyle C} hängt zudem von der marginalen Konsumquote {\displaystyle c_{1}} ab. Es wird angenommen, dass der Konsum durch eine Erhöhung des verfügbaren Einkommens steigt ({\displaystyle c_{1}>0}). Des Weiteren ist der autonome Konsum {\displaystyle c_{0}} zu beachten, der die Konsumhöhe bei einem verfügbaren Einkommen gleich Null widerspiegelt. Diese Aussagen lassen sich in folgender Funktion zusammenfassen: 
{\displaystyle C=c_{0}+c_{1}\cdot (Y-T)}.
Da das Modell an dieser Stelle nur in seinen Grundzügen erläutert werden soll, werden sowohl {\displaystyle I} und {\displaystyle G} als auch {\displaystyle T} als exogene Faktoren angesehen. Aus selbigem Grund wird hier lediglich die geschlossene Volkswirtschaft betrachtet, was bedeutet, dass es weder Im- noch Exporte gibt ({\displaystyle IM=0}; {\displaystyle X=0}).
Folglich erhalten wir für unsere Betrachtung die Gleichung:
{\displaystyle Z=c_{0}+c_{1}\cdot (Y-T)+{\overline {I}}+{\overline {G}}}.

### Güterangebot
Da das Güterangebot durch die Güterproduktion bestimmt wird und folglich auch das Volkseinkommen abbildet, kann für alle drei Begrifflichkeiten die gleiche Variable {\displaystyle Y} verwendet werden. Das Modell setzt ferner voraus, dass die Unternehmen keine Lagerbestände aufbauen oder abbauen können, da sonst die Übereinstimmung von Güterproduktion und Nachfrage nicht notwendigerweise gegeben ist.

### Modelluntersuchung anhand der Multiplikatoranalyse

Abb. 1: Das Gleichgewicht auf dem Gütermarkt

Abb. 2: Der Multiplikatoreffekt

#### Algebraische Analyse
{\displaystyle Y=Z\ },
{\displaystyle Y={\overline {c_{0}}}+{\overline {c_{1}}}\cdot (Y-{\overline {T}})+{\overline {I}}+{\overline {G}}},
{\displaystyle {\overline {x}}} ... exogen gegebene Parameter;
{\displaystyle Y=c_{0}+c_{1}\cdot Y-c_{1}\cdot T+I+G},
{\displaystyle Y-c_{1}\cdot Y=c_{0}-c_{1}\cdot T+I+G},
{\displaystyle Y\cdot (1-c_{1})=c_{0}+I+G-c_{1}\cdot T},
{\displaystyle Y^{*}={\frac {1}{1-c_{1}}}\cdot (c_{0}+I+G-c_{1}\cdot T)}.
Die Gleichung beschreibt die Gleichgewichtsproduktion Y*, das heißt das Niveau, bei dem sich Angebot (= Produktion) und Nachfrage entsprechen. {\displaystyle (c_{0}+I+G-c_{1}\cdot T)} sind unabhängig vom Produktionsniveau und werden als autonome Ausgaben definiert, da sich die gesamtwirtschaftliche Güternachfragefunktion bei einer Erhöhung/Verringerung dieser Ausgaben vollständig verschiebt (vgl. grafische Analyse).
Der Multiplikator {\displaystyle {\frac {1}{1-c_{1}}}} sagt aus, um wie viel sich das Gleichgewichtseinkommen bei Erhöhung/Verringerung der autonomen Ausgaben ändert. Je höher die marginale Konsumquote {\displaystyle c_{1}}, desto größer ist der Multiplikator und desto größer ist die Änderung der Produktion.

#### Grafische Analyse
Betrachtung der Grafik „Das Gleichgewicht auf dem Gütermarkt“
Da Produktion (=Angebot) und Einkommen immer gleich sind, wurde die Produktionsfunktion (=Angebotsfunktion) auf der 45°-Linie abgetragen. Des Weiteren wurde die Nachfragefunktion {\displaystyle Z=(c_{0}+I+G-c_{1}\cdot T)+c_{1}\times Y} abgetragen, wobei {\displaystyle (c_{0}+I+G-c_{1}\cdot T)} die autonomen Ausgaben und {\displaystyle c_{1}} die Steigung der Nachfragefunktion definieren.
Betrachtung der Grafik „Der Multiplikatoreffekt“
Steigt die gesamtwirtschaftliche Nachfrage, verschiebt sich die ZZ-Funktion nach oben. Der Multiplikatoreffekt, welcher in der rechten Abbildung durch die Pfeile dargestellt wird, setzt ein. Die Erhöhung der Nachfrage bewirkt eine Erhöhung der Produktion, was wiederum zu einer Erhöhung des Einkommens führt. Dieses wird entsprechend der Höhe der marginalen Konsumquote ausgegeben. Es entsteht eine erneute Nachfragesteigerung, die den eben beschriebenen Prozess von Neuem anstößt. Ergebnis ist die Verschiebung der Gleichgewichtsproduktion von Punkt A zu Punkt A' sowie die Erhöhung des Einkommens um ein Vielfaches der Nachfragesteigerung. Die Höhe dieses Vielfachen bestimmt der Multiplikator.

#### Beispiel
Es soll folgendes Beispiel betrachtet werden: Es wird einer Erhöhung der Konsumausgaben um eine Million Euro verzeichnet. Die marginale Konsumquote beträgt 60 % ({\displaystyle c_{1}=0{,}6}).
Da sich die Konsumnachfrage um eine Million Euro erhöht hat, wird in der Konsumgüterindustrie für eine Million Euro mehr produziert. In der Konsumgüterindustrie entsteht ein zusätzliches Einkommen in Höhe einer Million Euro. Dieses zusätzliche Einkommen wird zu 60 % (marginale Konsumquote) wieder ausgegeben. Für 600.000 Euro werden neue Konsumgüter produziert, die ein zusätzliches Einkommen in Höhe von 600.000 Euro verursachten. Dieses wird wiederum zu 60 % ausgegeben. …
Die weitere Nachfragesteigerung führt zu weiterer Produktionssteigerung, dieser führt zu weiterer Einkommenssteigerung. Dieser unendliche Kreislauf wird als Multiplikatorprozess bezeichnet. Die sich ergebende unendliche Reihe konvergiert gegen einen Endwert, der mit Hilfe des Multiplikators berechnet werden kann:
{\displaystyle \Delta Y={\frac {1}{1-c_{1}}}\cdot \Delta C={\frac {1}{1-0{,}6}}\cdot 1.000.000{\text{ Euro}}=2{,}5\cdot 1.000.000{\text{ Euro}}=2.500.000{\text{ Euro}}}.
Folglich hat die Erhöhung der Konsumausgaben in Höhe von einer Million Euro eine Einkommenserhöhung von 2,5 Millionen Euro bewirkt.

## Gleichgewicht von Investitionen und Sparen
Diese alternative Betrachtungsweise beschäftigt sich mit dem Gleichgewicht zwischen Investition und Sparen. Dabei handelt es sich um ein Äquivalent zum oben erläuterten Ansatz des Gleichgewichts zwischen Angebot und Nachfrage. Auch hier liegt eine geschlossene Volkswirtschaft vor.

### Mathematischer Beweis
Das Sparvolumen {\displaystyle S} ist definiert als Differenz zwischen dem verfügbaren Einkommen {\displaystyle Y_{D}} und dem Konsum {\displaystyle C}.
{\displaystyle S\equiv {Y_{D}-C}};
{\displaystyle S\equiv {Y-T-C}}, da
{\displaystyle Y_{D}=Y-T\ }:
Gleichgewichtsbedingung auf dem Gütermarkt: {\displaystyle Y=Z}.
{\displaystyle Y=C+I+G\ }.
Wenn man die Steuer {\displaystyle T} links und rechts abzieht und danach den Konsum {\displaystyle C} auf die linke Seite der Gleichung bringt, ergibt sich folgende Formel:
{\displaystyle Y-T-C=I+G-T\ }.
Die linke Seite der Formel entspricht dann der Formel für {\displaystyle S}, da Sparen als das Einkommen {\displaystyle Y} abzüglich Steuern {\displaystyle T} und Konsum {\displaystyle C} definiert ist:
{\displaystyle S=I+G-T\ },
{\displaystyle I=S+(T-G)\ }.
Das heißt: Die Höhe der Investitionen ist gleich der Summe aus privatem Sparen {\displaystyle S} und staatlichem Sparen (Steuereinnahmen {\displaystyle T} – Staatsausgaben {\displaystyle G}). Bei einem ausgeglichenen Staatshaushalt ({\displaystyle T=G}) gilt: Investitionen sind gleich privatem Sparen.

### Ökonomische Begründung
In einer „Robinson Crusoe“-Wirtschaft gilt, dass für jedes Investitionsgut zunächst auf Konsum verzichtet werden muss. Aus verzichtetem Konsum entstehen Ersparnisse. Haben diese eine entsprechende Höhe erreicht, können sie für das gewünschte Gut investiert werden. Die Theorie wurde nach Robinson Crusoe benannt, der zunächst auf Fischfang verzichten musste, um ein Netz für diesen herstellen zu können. Genau die Zeit, die er beim Fischfang sparte, investierte er in der Herstellung des Netzes. In einer modernen Wirtschaft entscheiden Unternehmen über die Investitionen, der Staat meist über sein Defizit und die Haushalte über ihr Sparen oder Konsumieren. Im Saldo müssen Investition, Staatsdefizit und private Ersparnis immer Null sein.
Durch die geeignete Wahl von Staatsausgaben {\displaystyle G} oder Steuern {\displaystyle T} könnte die Regierung jedes gewünschte Produktionsniveau realisieren. Weil das Einkommen der Ökonomie mit der möglichen Ersparnis steigt und die Ersparnis sich aus der Summe von Investition und Staatsdefizit ergibt, kann die Regierung durch deficit spending das Einkommen der Ökonomie steigern: 
{\displaystyle S=I+(G-T)}.
Ein bestimmtes Produktionsniveau anzustreben, kann jedoch unerwünschte Nebenwirkungen haben: Durch die Erhöhung des Defizits steigt die Staatsverschuldung, eine steigende Nachfrage könnte die Inflation erhöhen oder in Importe aus dem Ausland fließen, die nötigen Änderungen der Gesetze brauchen Zeit, und die Erwartungen der Konsumenten spielen bei Steuersenkungen eine große Rolle.

## Das Gütermarktgleichgewicht in der offenen Volkswirtschaft
In der offenen Volkswirtschaft ist das Gütermarktgleichgewicht abhängig von der Entwicklung des Wechselkurses, da diese einen hohen Einfluss auf Im- und Exporte und daher auf die gesamtwirtschaftliche Nachfrage ausübt.
Wird die ausländische Währung gegenüber der inländischen Währung beispielsweise aufgewertet, verteuern sich ausländische Güter gegenüber inländischen. Die inländische Nachfrage steigt und die gesamtwirtschaftliche Nachfragefunktion verschiebt sich nach oben. Aufgrund des Multiplikatorprozesses steigt die Gleichgewichtsproduktion. Ein Sinken des inländischen Preisniveaus oder ein Steigen des ausländischen Preisniveaus bei konstantem Wechselkurs haben den gleichen Effekt.
Zusammenfassend kann festgehalten werden, dass es bei einem Sinken (Ansteigen) des realen Wechselkurses – unabhängig von den Ursachen - bei ansonsten gleich bleibenden Bedingungen zu einer Verschiebung der gesamtwirtschaftlichen Nachfragefunktion nach oben (unten) und einer Ausdehnung (einem Rückgang) der Produktion kommt.
Die Gleichgewichtsbedingung in einer offenen Volkswirtschaft lautet: 
{\displaystyle Angebot=Nachfrage}.
{\displaystyle W} sei der reale Wechselkurs. Wenn für alle Komponenten der Nachfrage nach inländischen Gütern dem Angebot zusammen gegenüberstehen, ergibt sich eine einfache Gleichung, bei der das Angebot einer wie folgt zusammengesetzten Nachfrage gegenübersteht: 
{\displaystyle Y=C+I+G-W\cdot IM+EX}.

## Bedeutung des Gütermarktgleichgewichtes
Das Gütermarktgleichgewicht ist der Referenzpunkt für die Richtung des Multiplikatorprozesses. Liegt ein Nachfrageüberhang (Verkäufermarkt) vor, erfolgt eine Produktionssteigerung und damit eine Erhöhung des Güterangebots; bei einem Angebotsüberschuss (Käufermarkt) wird die Produktion zurückgefahren und das Güterangebot sinkt. Angebot und Nachfrage befinden sich nach Abschluss des Prozesses im Gleichgewicht.